# Paul Wernert

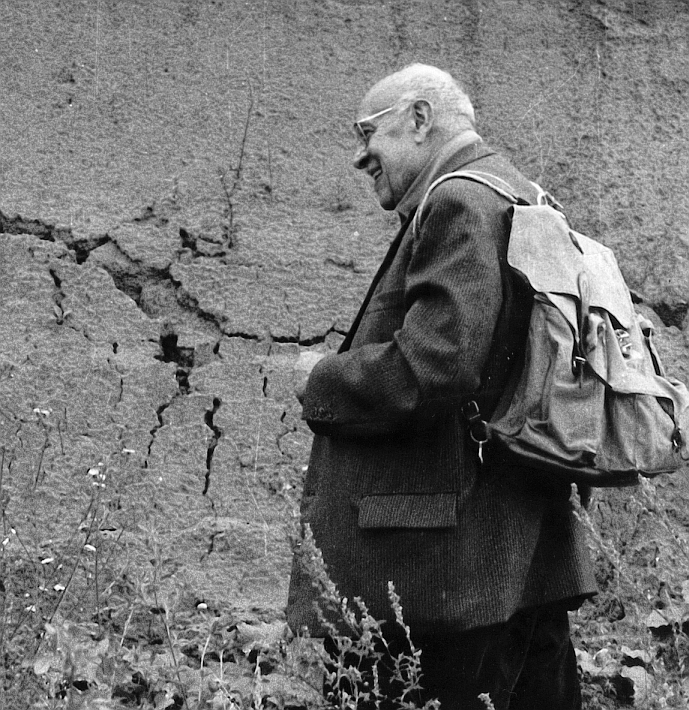
Paul Wernert Anfang der 1950er Jahre in Achenheim

Paul Wernert (* 29. Oktober 1889 in Straßburg, Deutsches Reich; † 19. September 1972 ebenda) war ein französischer Paläontologe, Ethnologe und Archäologe in Paris und Straßburg.

## Leben
Paul Wernert wurde – nach seiner Schwester Madelaine – als zweites Kind des Rechtsanwaltes Florent Wernert und dessen Frau Mathilde (geb. Ulrich) geboren. Im Elternhaus wurde Französisch gesprochen, im Lycée Fustel de Coulanges in Straßburg lernte Wernert Deutsch und Latein. 1902 starb sein Vater und seine Mutter übernahm alleine die Erziehung. Sie begeisterte ihn für die Urgeschichte, so dass sich der 15-Jährige bereits für die Bodenschichtungen von Achenheim interessierte, über die er 1908 seine erste Publikation schrieb.
Nach dem Abitur studierte Wernert – vom Wehrdienst durch einen Sehfehler befreit – Paläontologie an der Universität Tübingen. Ab 1910 studierte er am Institut de Paléontologie Humaine in Paris, wo er Hugo Obermaier und Henri Breuil kennenlernte. Zwischen Obermaier – zu dieser Zeit Privatdozent in Wien – und Wernert entwickelte sich eine langjährige Freundschaft. Da das Institut in Zusammenarbeit mit ausländischen Institutionen Ausgrabungsprojekte von prähistorischen Höhlen durchführte, erhielten Wernert, Obermaier und Breuil die Möglichkeit, an Ausgrabungen in Bayern (zum Beispiel Klausenhöhle), Frankreich und Spanien teilzunehmen.
Als der Beginn des Ersten Weltkriegs 1914 die französisch-spanischen Ausgrabungsprojekte stoppte, trat Obermaier in den Dienst des Museo Nacional de Ciencias Naturales in Madrid und Wernert wurde ihm als Assistent für Grabungen, glaziologische und Quartär-Studien auf der Iberischen Halbinsel zur Seite gestellt.
Nach dem Krieg und zurück in Straßburg, arbeitete Wernert zunächst bei den Zeitungen Dépêche und République, dann trat er in den Dienst der spanischen Botschaft als chancelier. 1938 wurde er Professor am Institut commercial supérieur in Straßburg, wo er 1922 seine Studien mit dem Diplom abgeschlossen hatte. 1932 folgte die Berufung als Dozent für Paläo-Ethnologie an die École d'anthropologie de Paris. Außerhalb der Vorlesungszeit untersuchte er weiter im Elsass die Ablagerungen in der Umgebung von Achenheim und – zusammen mit Abbé Breuil, zu dieser Zeit Professor am Collège de France – im Südwesten Frankreichs die Terrassen der Garonne und verschiedene Höhlen. Im Jahre 1933 nahm Wernert an der „Breuil-Teilhard de Chardin-Monfreid-Expedition“ in Abessinien teil.
Am 24. November 1934 heiratete Paul Wernert Jeanne Claire Ittel; dem Ehepaar wurde 1944 ein Sohn, Michel, geboren. 1940 wurde Wernert vom Direktor der Université de Paris beauftragt, Vorgeschichte zu lehren und ohne Bezahlung die Funktionen eines Stellvertretenden Direktors der Abteilung Ethnologie an der École pratique des hautes études in Paris zu übernehmen. Während der Annexion des Elsass’ (1941 bis 1944) war Wernert Präsident der Strassburger Gesellschaft für Altertumskunde (Société pour la conservation des monuments historiques d'Alsace), was ihm erlaubte, Konferenzen in Straßburg zu organisieren. 1945 wurde Paul Wernert Mitglied des Centre national de la recherche scientifique (CNRS) und 1948 Direktor ehrenhalber des Bereichs Antiquités préhistoriques de l'est de la France, eine Aufgabe, die sich praktisch auf das Elsass beschränkte und die er bis 1964 innehatte.
Es war vermutlich Wernerts Perfektionismus zuzuschreiben, dass er erst am 15. November 1956, im Alter von 67 Jahren und nach fast 50 Jahren Forschung, an der Universität Straßburg seine Doktorarbeit präsentierte, die zu dieser Zeit das umfassendste Werk zum Quartär im Elsass darstellte und deren Forschungskosten bis 1945 von Wernert aus seinem Privatvermögen beglichen worden waren. Sein langjähriger Kollege Abbé Breuil hielt 80-jährig die Laudatio. An der Universität Straßburg hielt Wernert bis 1968 Vorlesungen, aber auch danach arbeitete er im Institut géologique, wo er Tausende von Notizen aufarbeitete, die er während seiner fast 70-jährigen Forschungsarbeit verfasst hatte.
Paul Wernert wurde von Kollegen und Mitarbeitern als Wissenschaftler alter Schule bezeichnet, der die Begeisterung für seine Forschungsarbeit an allererste Stelle setzte und sein Wissen, seine Erfahrungen und seine Dienste als Wissenschaftler, Diskussionspartner und mehrsprachiger Übersetzer seinen Mitarbeitern und Studenten gerne zur Verfügung stellte. Er starb 1972 nach kurzer Krankheit.

## Forschungsthemen

### Quartärstratigraphie im Elsass

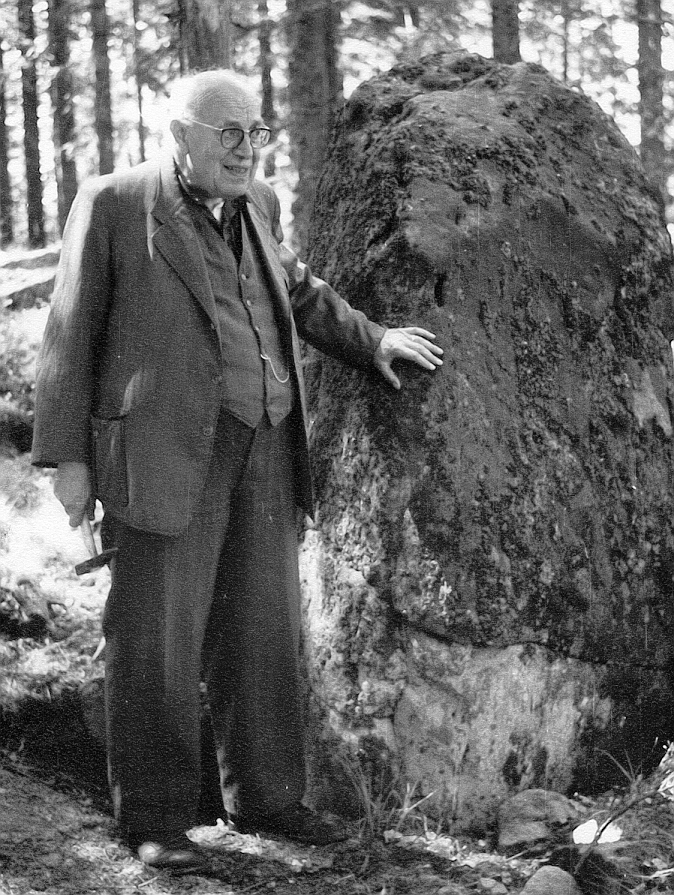
Paul Wernert Ende der 1960er Jahre am Mont Saint Odile

Das Quartär im Elsass zeigt sich durch Kiesablagerungen, verstreut liegende Kieselsteine, Schlammablagerungen und durch Schichten von Löß, die vor allem in Achenheim sehr gut beobachtet werden können. Während 52 Jahren hat Paul Wernert, unterstützt von seinen Mitarbeitern sowie den Arbeitern der um Achenheim liegenden Ziegeleien, in den Lehmgruben Proben genommen, Tausende von Messungen durchgeführt und ist dabei auch auf Säugetierfossilien und Spuren menschlicher Siedlungen gestoßen.

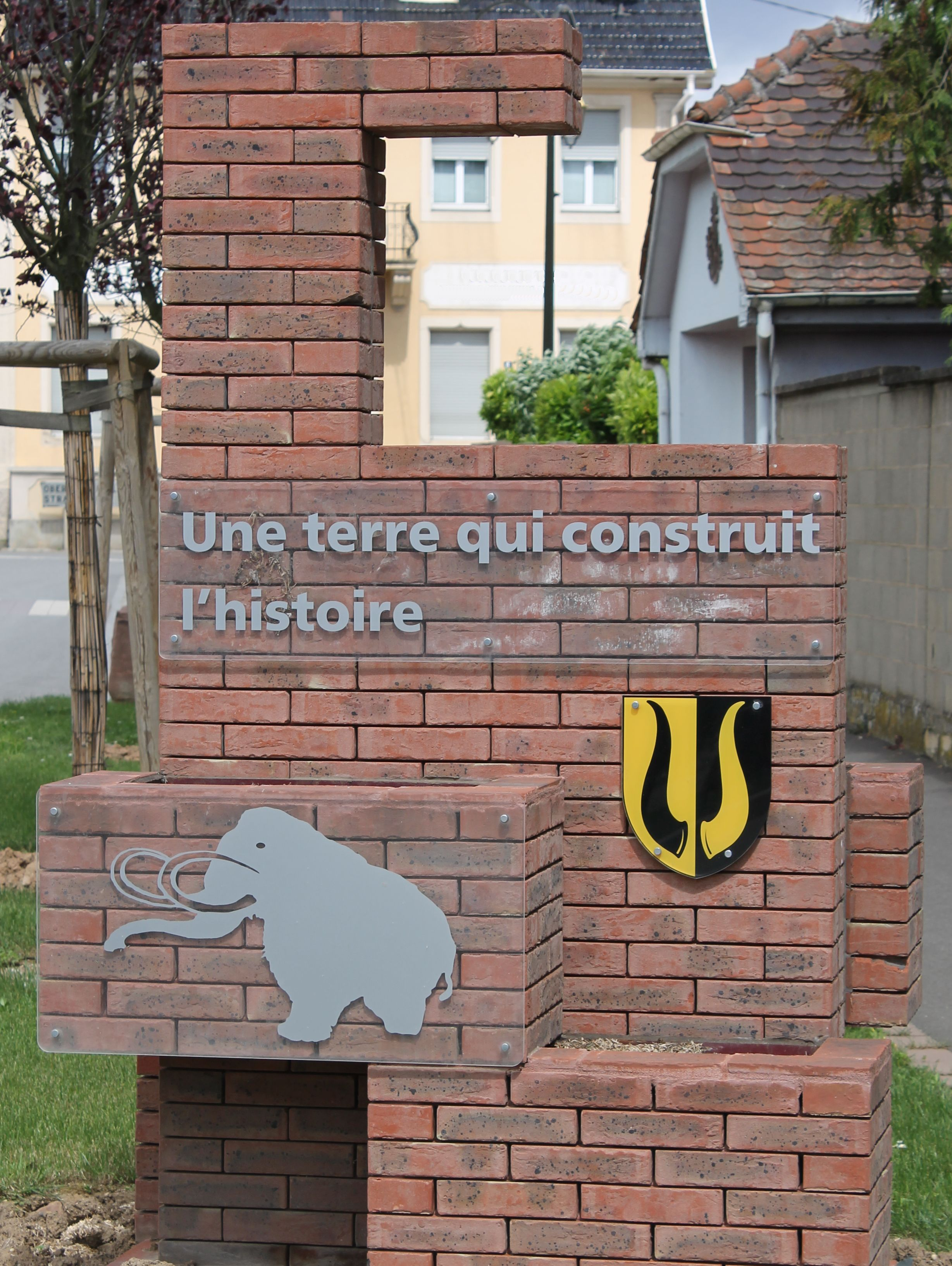
Une terre qui construit l'histoire, das Motto von Achenheim, bezieht sich auf die Wernert'sche erdhistorische Schichtenzuordnung.

Schicht für Schicht konnte so die Fauna des späten Quartärs – abwechselnd der kälteren und wärmeren Perioden – rekonstruiert werden. Wernert beschrieb Funde von Mollusca sowie eine Reihe von archaischen und weiter fortgeschrittenen Säugetieren wie Rodentia, Equidae, Cervidae, Canidae, Ursidae, Hyaenidae, Rhinocerotidae und auch Elephantidae und verglich sie mit anderen Funden in Europa. An prähistorischen Werkzeugen fand er grobe Werkzeuge (Geröllgeräte) bis Werkzeuge des Aurignacien. Die Ergebnisse sind in Wernerts Dissertation dokumentiert, ein Band in der Reihe Mémoires du Service de la Carte géologique d'Alsace et de Lorraine (1957), der die Geschichte des Lebens und der Klimaveränderungen im späten Quartär in der Rheinebene rekonstruiert.

### Prähistorischen Höhlenmalereien in Spanien
In Spanien, wo bedeutende Arbeiten zur Sicherung von prähistorischen Höhlenmalereien durchgeführt wurden, trafen Wernert, Obermaier und Abbé Breuil auf Père Teilhard de Chardin. Eine wichtige Arbeit war die Ausgrabung der Höhle El Castillo am Monte Castillo (Kantabrien). Wernert entdeckte und dokumentierte die Höhle La Pasiega. Eine Reihe von Publikationen stammt aus dieser Zeit, während der sich Wernert speziell mit der Altsteinzeit im Tal des Manzanares und in der Provinz Madrid beschäftigte, sowie mit Felsmalereien der spanischen Levante. Darüber hinaus führte er auch Studien zu Fragen der Glaziologie am Südhang der Sierra de Guadarrama durch.

### Steinwerkzeuge in Abessinien
Wernert nahm 1932–1933 zusammen mit Abbé Breuil, Père Teilhard de Chardin und Henri de Monfreid an einer wissenschaftlichen Expedition in Abessinien und Somalia teil. Die Forschung konzentrierte sich auf das Quartär und die Frühgeschichte dieser Regionen. Wernert untersuchte die Höhle „Porc-Epic“ (Stachelschwein) in der Nähe von Dire Dawa in Harrar und er publizierte über die Art der Herstellung von Steinwerkzeugen in dieser Region.

### Andere Forschungen
Als Mitglied dieser Gruppe der besten Spezialisten Europas auf dem Gebiet der Vorgeschichte kam Wernert in Kontakt mit zahlreichen Studien und Problemen der ersten Hälfte des 20. Jahrhunderts, wie dem Quartär im Gebiet der Garonne, der Aufzeichnung der Höhlenmalereien in der Höhle Les Trois Frères im Département Ariège und nahm an Studien am  Institut de paléontologie humaine und der Abteilung Ethnologie an der École pratique des hautes études teil.

#### Paläo-Ethnologie
Schließlich hat Wernert auch Beiträge zur Paläo-Ethnologie geleistet. Seine Vertrautheit mit den Werkzeugen und vor allem mit prähistorischen Wandmalereien führten ihn zu dem schwierigen Problem der Rituale, Kulte und Religionen der Vorzeit, die im Vergleich mit Ritualen von heutigen Naturvölkern untersucht werden können. Er arbeitete über Kopfjäger, nageldurchtriebene Schädel (crânes clouées), die Rolle des Feuers bei Bestattungsriten, rituelle Verstümmelungen und Scarifikationen und über Riten mit Tierhäuten. In Achenheim fand Wernert 3–5 cm große Kugeln aus Löß, die in der Altsteinzeit geknetet und augenscheinlich in Haufen gestapelt worden waren und bei denen es sich um Kultgegenstände handeln könnte.

## Publikationen
Von 1908 bis 1972 veröffentlichte Paul Wernert 110 Publikationen in Deutsch, Französisch und Spanisch, von denen eine kurze Auswahl gelistet wird.
- Ein wichtiger paläolithischer Fund aus Achenheim. Die Vogesen, II, Beil. Wasigenstein, 2, S. 6–7 (1908)
- Ein Bronzezeitfund ans Achenheim. Anzeiger elsäss. Altertumskunde, I, 1, S. 8–9 (1909)
- mit I. del Pan Interpretaciôn de un adorno en las figuras humanas masculinas de Alpera y Cogul. Ensayo de etnografia comparada Bol. R. Soc. esp. Hist. nat., 15, S. 180–189 (1915)
- mit Hugo Obermaier Las pinturas rupestres del Barranco de Valltorta (Castellón). Mem. Com. Invest. Paleont. Prehist., 23, S. 134 (1919).
- Massacres de Cervidés du Paléolithique ancien du Castillo (Santander) et d'Achenheim (Bas-Rhin) Anuario del Cuerpo Facultativo de Archiveros, Bibliothecarios y Arqneólogos, 2, S. 5–15 (1934)
- L'anthropophagie rituelle et la chasse aux têtes aux époques actuelle et paléolithique. L'Anthropologie, 40, 1–2, S. 33–43 (1936)
- (I) Le culte des crânes à l'époque paléolithique, S. 53–72; (II) Les hommes de l'âge de la pierre représentaient-ils les esprits des défunts et des ancêtres ? S. 73–88; (III) La signification des cavernes d'art paléolithique, S. 89–97. In: Histoire générale des religions, I, Quillet éd., Paris 1948
- Stratigraphie paléontologique et préhistorique des sédiments quaternaires d'Alsace, Achenheim. Mém. Serv. Carte géol. Als. Lorr., 14, 259 S. (1957) (= Dissertation)
- Les boules de loess d'Achenheim et les « Lihtte Mirr »; essai de Paléo-Ethnographie comparée. Cah. als. Archéol. Art et Hist., 5, S. 5–18 (1961)

## Ehrungen und Preise

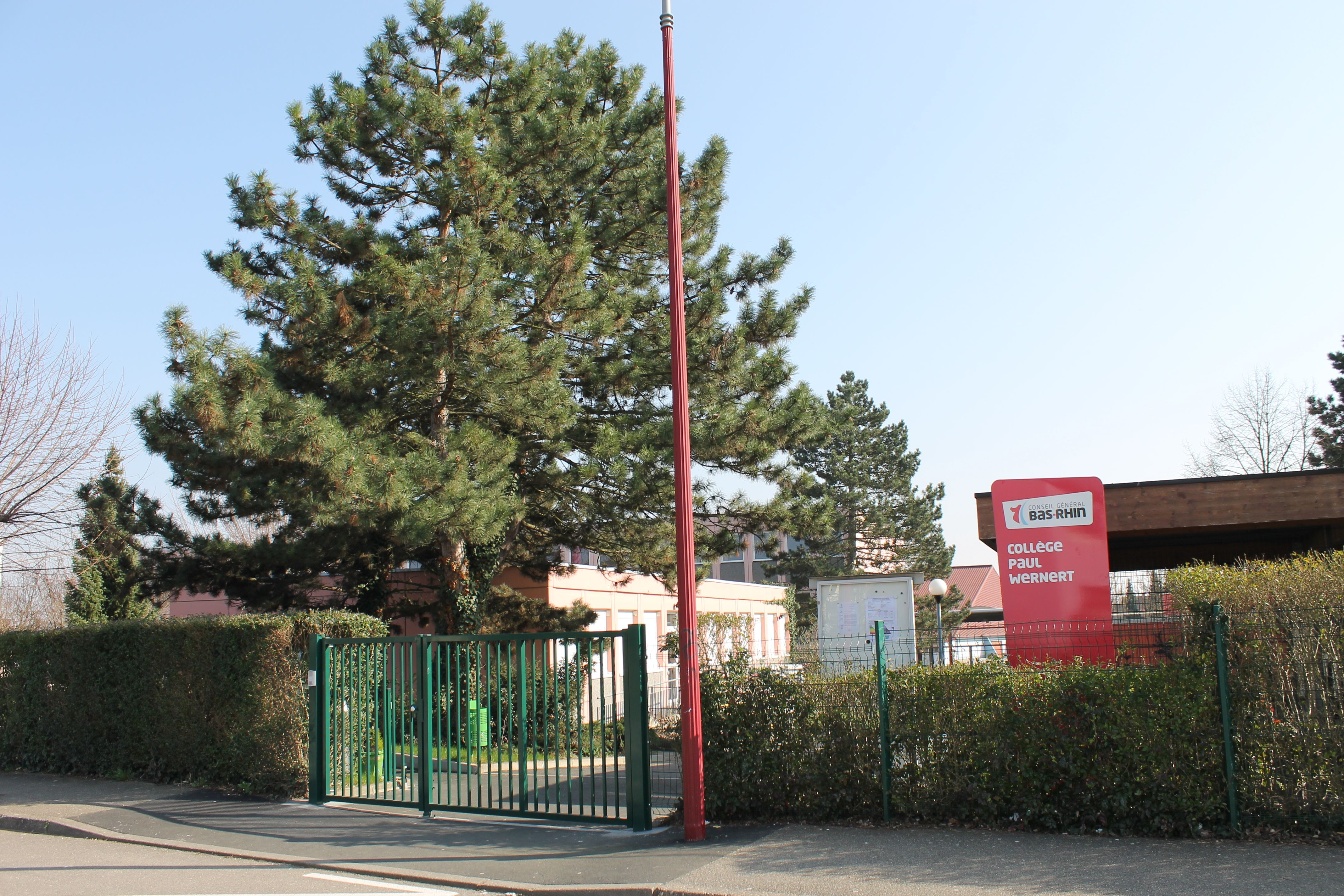
Collège Paul Wernert in Achenheim

- Prix Millet-Roussin der Académie des Sciences am 17. November 1958
- Paul Wernert war Officier d'Académie (seit dem 13. April, 1936) und Offizier des Ordre d'Isabel la Catolica (seit dem 29. August, 1954).
- Das Collège von Achenheim trägt ihm zu Ehren seit 1979 den Namen Collège Paul Wernert.